# Джон Баньян
Джон Баньян (англ. John Bunyan; 28 листопада 1628, Бедфорд — 31 серпня 1688, Лондон) — англійський письменник, баптистський проповідник. Насамперед відомий як автор алегорії-сну «Подорож Пілігрима» та повісті «Життя і смерть містера Бедмена».

## Біографія
Джон Баньян народився в містечку Герроуден (за милю на південний схід від Бедфорда), округу Елстоу в сім'ї Томаса Баньяна і Маргарет Бентлі; Маргарет походила з Елстоу, і, так само як і чоловік, народилася 1603 року. Вони одружилися 27 травня 1627 року, а в 1628 році сестра Маргарет, Роуз Бентлі, вийшла заміж за Едварда Баньяна, єдинокровного брата Томаса. (Томас вперше одружився 1623 року, і, так само як і його батько, згодом одружувався ще двічі). Вони вважалися людьми робітничого класу; Томас працював бляхарем або мідником, тобто лагодив чайники та котли. Про своє походження Баньян писав: «Моє походження  — з покоління низького і нікчемного, рід мого батька — найубогіший і найзневаженіший серед всіх сімей країни».
Навчався Баньян зовсім недовго (2-4 роки). Навчався в будинку свого батька, разом з іншими бідними сільськими хлопчаками. Малоосвіченість сина пішла на користь Томасу Баньяну, який призначав його для торгівлі. Він наслідував батька, торгуючи бляшаними виробами, що тоді вважалося заняттям низьким і історично асоціювалося з кочовим способом життя циган.
1644 року, у шістнадцятирічному віці, Баньян втратив свою матір і двох сестер, а його батько одружився втретє. Можливо, саме приїзд мачухи призвів до його відчуження і подальшого вступу до лав парламентської армії. Служив в гарнізоні Ньюпорт Пегнелл (1644—1647), коли Громадянська війна підходила до кінця першого етапу. Від смерті його врятував товариш по зброї, який зголосився піти в бій замість нього і загинув, несучи вартову службу.
Коли громадянську війну виграли прихильники парламенту, Баньян повернувся до свого старого заняття, тобто торгівлі, і з часом зустрів свою дружину. 1649 року (коли йому було близько 21 рік), він одружився з молодою дівчиною, Мері, єдине придане якої становили дві книги: «Шлях в рай простої людини» Артура Дента і «Практика благочестя» Льюїса Бейлі, які вплинули на нього, схиливши до побожного способу життя. Мері була сиротою, у спадок від батька їй дісталися лише ці дві книги, і, м'яко кажучи, вони вели скромне життя. Баньян писав, що вони були «настільки бідні, наскільки бідними взагалі можна бути», і що «у них не було ані чашки, ані ложки».
У своїй автобіографічній книзі «Милість Божа» Баньян описує те, як він вів розпусне життя в молодості, як люди засуджували відсутність у нього моралі. Проте, здається, немає свідчень того, що ззовні він був гіршим, аніж його звичайні сусіди.
Прикладами гріхів, в яких він зізнається у «Милості Божої», є богохульство, танці. Чимраз більше усвідомлення свого аморального і небіблійного життя привело до того, що він задумався над нечестивістю і богохульством, особливо його турбували «непрощенні гріхи» і переконання, що він їх чинив. Він був запеклим богохульником, і навіть найбільш досвідчені розпусники говорили, що Баньян був «найбезбожнішим лихословом, якого вони коли-небудь бачили». Баньян говорив, що під час гри в чижика на сільському майдані він почув голос, який запитав: «Ти відречешся від своїх гріхів і потрапиш в рай, або продовжиш грішити й потрапиш в пекло?» Він зрозумів, що це був голос Божий, незадоволений тим, чим займався Баньян, бо пуритани вважали неділю священним днем і не дозволяли жодних ігор в цей день. Баньян духовно відродився і боровся як з почуттям своєї провини й невпевненості в собі, так і зі своєю вірою в біблійну обіцянку засудження на вічні муки й порятунок християн.
Борючись зі своєю нещодавно знайденої вірою, Баньян ставав все більш і більш пригніченим, що призвело до психічного та фізичного розладу. У цей період своєї боротьби Баньян почав свою чотирирічну дискусію і мандрівку з декількома бідними жінками-членами дисидентської релігійної групи, які відвідували церкву Святого Йоанна. Все більше і більше Баньян порівнював себе зі Святим Павлом, який називав себе «главою всіх грішників», і вірив, що він належить до духовної еліти, обраної Господом. Баньяна хрестили, і він став членом християнської церкви Бедфорда в 1653 році. Вступивши до церкви Бедфорда, Баньян почав слідувати повчанням свого пастиря, Джона Гіффорда.
Невдовзі Беньян став проповідником, але після впровадження заборони на проповідницькі виступи без спеціальної освіти потрапив до в'язниці, де почав писати (саме за ґратами написав свою найвідомішу поему — «Похід паломника»). Загалом, написав понад 60 релігійних творів. 1672 року Беньян вийшов на волю, коли король Чарльз II своїм указом скасував закон і дозволив нонконформістам проповідувати й проводити молебні. Беньян продовжив проповідувати аж до самої смерті. Помер 1688 року, похований у Бунхіл-Філдсі.

## «Подорож Пілігрима»
1678 року Баньян видав поему «Подорож Пілігрима», що після Біблії була найпопулярнішою книгою в Англії XVII ст. Зміст Баньянової поеми ось який: Раз
почувся грізний голос із неба і довів до перестраху християнина, що жив у Місті Руїни. Він сам один зрозумів небезпеку, яка загрожує місту, і надумав утекти від неї. Переслідуваний глузуванням сусідів він вирушив у дорогу, щоб утекти від смерті і дістатися до Небесного Міста. Він зустрічає на шляху юнака із світлим лицем та із книгою в руці, що виявляється євангелістом, і, котрий показує йому правдиву дорогу. Інша  ж особа, що називає себе Мудрість сього світу, намагається, хоч і намарно, завернути його із правильної дороги. Не слухаючи зрадливих рад Мудрості, християнин сміло занурюється у рідке, грузьке та заселене демонами болото і доходить до вузького виходу, звідки йому відкривається дорога в гірську країну. Він палко молиться до Христа і відчуває, як важкий тягар гріхів сам-по-собі звалюється з його плечей. Далі йому доводиться видиратися скелею Перешкод, по тому він доходить до розкішного замку, де живуть мудрі панни Благочестивість і Благорозумність, що додають йому відваги та дають йому зброю для оборони від подальших спокус. Мандруючи все далі й далі, християнин зустрічає демона велетенського розміру на ім'я Аполліон, котрий хоче заступити йому дорогу, але падає від його ударів. Потім він сходить у долину Смерті, а пройшовши, доходить до міста, що зветься Ярмарок Пустоти. Боячись заплутатися у спокусах цього міста "веселощів", християнин проходить крізь нього із опущеним поглядом, та мешканці, побачивши його, кидаються на нього, б'ють і засаджують у в'язницю. Тут він опиняється у руках велетня Відчаю, котрий мучить його та намовляє закінчити життя самогубством. Пройшовши Щасливі гори, Ріку смерті, паломник доходить нарешті гори до мети своїх бажань
та входить у Боже місто.

## Канонізація
Святий у Англіканстві. День пам'яті - 31 серпня.

## Дивись також
Свята війна 1682 (рос. Духовная война)

## Українські переклади
- Свята Війна: Духовна алєґорія, написана Джаном Боняном в Англії [Архівовано 2 червня 2021 у Wayback Machine.]. / Перекл. Др. Іван Кмета Ефімович. Вінніпег : Накладом Видавництва Христіянського Вістника, 1945. 136 с.